# غوستافو ألبلا
غوستافو ألبلا (بالإسبانية: Gustavo Albella)‏ (ولد في 25 أغسطس 1925 في ألتا غراسيا، الأرجنتين - توفي سنة 2000) وهو لاعب كرة قدم أرجنتيني سابق لعب لعدة أندية أرجنتينية، برازيلية وتشليلة.

## وصلات خارجية
- Profile at BDFA (بالإسبانية)